# Más, mucho más...
Más, mucho más... é o quinto álbum de estúdio da boy band porto-riquenha Menudo, lançado em 1980, pela gravadora Padosa. Produzido por Edgardo Díaz, com arranjos de Miguel Moriarty e Alejandro Monroy, foi gravado em estúdios de Porto Rico e Espanha e contou com reforço vocal e canções voltadas para o público jovem.
Faziam parte da formação do grupo: os irmãos Meléndez — Óscar e Ricky — juntamente com Fernando Sallaberry e René Farrait e o novo integrante Johnny Lozada, que substituiu Carlos.
No mesmo ano do lançamento, duas coletâneas com o mesmo título foram lançadas no Panamá — contendo dez faixas, das quais apenas três eram do álbum original — e na Venezuela — mantendo o título e a capa originais.  A divulgação do trabalho incluiu apresentações televisivas. A faixa "No quiero decir adiós" ganhou destaque como tema de encerramento do programa do grupo na emissora Telemundo.

## Produção e gravação
O álbum foi produzido por Edgardo Díaz e contou com arranjos de Miguel Moriarty e Alejandro Monroy. As gravações ocorreram nos estúdios VU Recording (Porto Rico) e EXA Music (Espanha), com assistência técnica de Jordán Castro e Vinny Urrutia. O design gráfico foi criado por Mecánica Graf, e a capa, por René Zayas, enquanto as fotos foram feitas por Rita Hernández. Os cortes finais do disco foram realizados na The Lacquer Lab.
A faixa "Madre" traz a participação de Inés, Mirta, Rosa e Patty. As canções seguiram o padrão dos lançamentos anteriores: eram simples, românticas, com temas juvenis e refrões cativantes, direcionados ao público jovem. Para melhorar o aspecto vocal, os coros das músicas foram reforçados por profissionais, como a professora de canto do grupo, Marilyn Pagán.

## Versões
No mesmo ano do lançamento do álbum, a gravadora Prodim lançou no Panamá uma coletânea musical com o mesmo título. A seleção de faixas dessa compilação, composta por dez músicas, apresenta um repertório completamente diferente do álbum original, com exceção das canções "Más, mucho más", "No quiero decir adiós" e "No, que no". A capa dessa coletânea possui um design distinto. Na Venezuela, a gravadora Colibrí utilizou a mesma seleção de canções da compilação do Panamá, mas utilizou o mesmo nome, título e capa de Más, mucho más....

## Divulgação
Como forma de divulgação, o grupo se apresentou em programas de televisão.
Na Venezuela se apresentaram em programas da emissora RCTV. No  Fantástico, apresentado por Guillermo "Fantástico" González e Neyda Plessman, cantaram a canção "No que no". No programa Estamos Contentos, cantaram "Más, mucho más".
A música que encerra o álbum, “No quiero decir adiós”, ficou popular entre os fãs do grupo por ser a faixa de encerramento do programa La gente joven de Menudo, que era transmitido aos sábados pela Telemundo, no início dos anos de 1980. Na época do lançamento do disco, o programa continuava a ascender em sua popularidade.

## Desempenho comercial
Em 9 de abril de 2023, a versão digital e remasterizada do álbum atingiu a posição de número 54 na parada musical iTunes Chart do México.

## Lista de faixas
Créditos adaptados do álbum de estúdio Más, mucho más... (LP), e do álbum de compilação Más, mucho más... (LP), ambos de 1980.
| Álbum de estúdio |                            |                                             |                                       |         |  |
| N.º              | Título                     | Compositor(es)                              | Cantor(es)                            | Duração |  |
| 1.               | "Más, mucho más"           | L. Seijas, C. Villa, E. Guerín              | Todo o grupo                          | 3:23    |  |
| 2.               | "Madre"                    | Juan Carlos Calderón                        | René Farrait                          | 4:03    |  |
| 3.               | "No que no"                | C. Martínez Varon, D. Vona, G. P. Felisatti | Óscar Meléndez                        | 2:56    |  |
| 4.               | "Cuando yo era pequeño"    | L. Seijas, C. Villa, E. Guerín              | René Farrait e Johnny Lozada          | 3:14    |  |
| 5.               | "Háblame de ti"            | Pedro José Herrero                          | Carlos Meléndez e Fernando Sallaberry | 3:11    |  |
| 6.               | "A bailar"                 | J. Segura, R. Méndez                        | René Farrait                          | 3:00    |  |
| 7.               | "Mentira para dos"         | José Luis Perales                           | Carlos Meléndez e Fernando Sallaberry | 3:30    |  |
| 8.               | "Demasiado para mi cuerpo" | L. Seijas, F. O. Donaggio                   | Ricky Meléndez                        | 3:12    |  |
| 9.               | "Cara dura"                | María Veranes, J. C. Calderón               | Fernando Sallaberry                   | 3:27    |  |
| 10.              | "No quiero decir adiós"    | Edgardo Díaz, F. De Diego                   | Carlos Meléndez e Fernando Sallaberry | 3:38    |  |

| Álbum de compilação |                              |                                          |                                       |         |  |
| N.º                 | Título                       | Compositor(es)                           | Cantor(es)                            | Duração |  |
| 1.                  | "Voy a America"              | L. Seijas, C. Villa, E. Guerín           | Todo o grupo                          |         |  |
| 2.                  | "Solo tu amor"               | E. Díaz, Celi Bee                        | René Farrait                          |         |  |
| 3.                  | "Laura"                      | J. Seijas, L. G. Escolar                 | Todo o grupo                          |         |  |
| 4.                  | "No que no"                  | Carmine Ewan, D. Voano, G. P. Felisatti  | Óscar Meléndez                        |         |  |
| 5.                  | "No quiero decir adiós"      | E. Díaz, F. de Diego                     | Carlos Meléndez e Fernando Sallaberry |         |  |
| 6.                  | "Ella a-a"                   | J. Seijas, H. Herrero, L. G. Escolar     | Todo o grupo                          |         |  |
| 7.                  | "Mi mejor amiga"             | Centeno                                  | Fernando Sallaberry                   |         |  |
| 8.                  | "Cucubano"                   | Curet Alonso                             | Carlos Meléndez                       |         |  |
| 9.                  | "Más, mucho más"             | J. Seijas, C. Villa, E. Guerín           | Todo o grupo                          |         |  |
| 10.                 | "Voulez-Vous (Quiere usted)" | B. Andersson, B. Ulvaeus, adapt. E. Díaz | Todo o grupo                          |         |  |

## Tabelas

### Tabelas semanais
| Tabela musical (2023) | Melhor posição |
| --------------------- | -------------- |
| México (iTunes Chart) | 54             |